# Taft Southwest (Teksas)
Taft Southwest je naseljeno mjesto za statističke potrebe u američkoj saveznoj državi Teksas. Prema popisu stanovništva iz 2010. u njemu je živjelo 1.460 stanovnika.